# La casa de Rosmer
La casa de Rosmer -también traducido como El legado de los Rosmer (Rosmersholm)- es una obra de teatro en cuatro actos del autor noruego Henrik Ibsen, publicada en 1886.

## Argumento

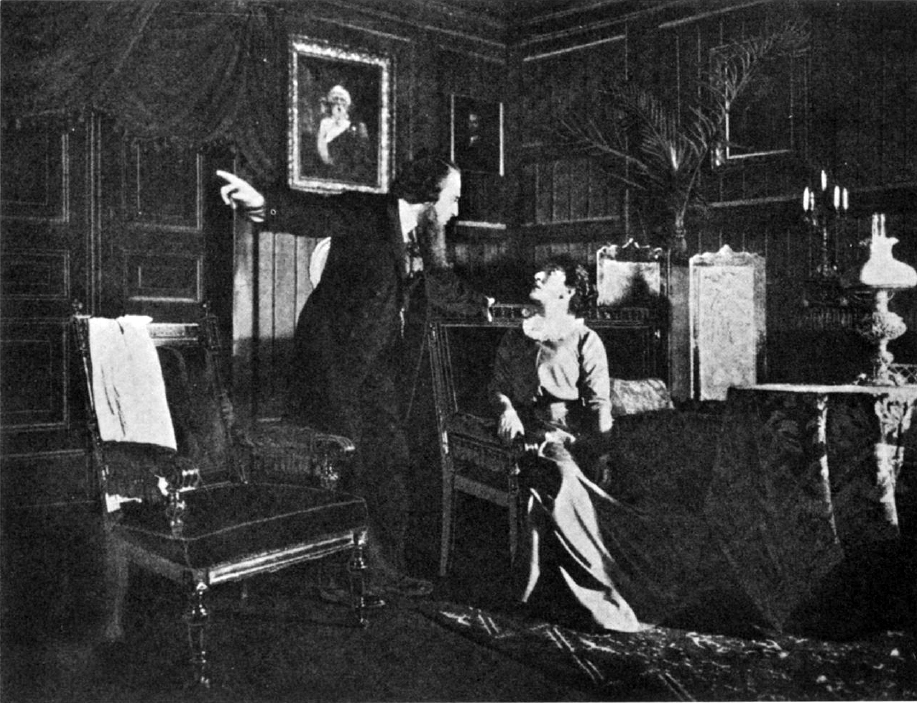
Rosmersholm, Teatro Lessing, 1906.

La obra se inicia un año después del suicidio de la esposa de Rosmer, Beata. Rebecca se había trasladado previamente a la casa familiar, Casa de Rosmer, en tanto que amiga de Beata, y todavía sigue viviendo allí. Rosmer y Rebecca están enamorados, aunque él insiste en que su relación es únicamente platónica.
Miembro muy respetado de su comunidad, Rosmer tiene intención de apoyar el nuevo gobierno electo y su reformista, aunque no revolucionario, programa de acción. Sin embargo, cuando se lo comunica a su amigo y cuñado Kroll, el maestro de escuela local, este último se enfurece por lo que ve como una traición de su amigo a sus raíces burguesas. Kroll comienza a sabotear los planes de Rosmer, utilizando su relación con Rebecca, que denuncia subrepticiamente en el periódico local. 
Rosmer se consume por un sentimiento de culpa, creyendo que fue él, en vez de una enfermedad mental, lo que provocó el suicidio de su esposa. Intenta escapar de la culpa borrando la memoria de su esposa y proponiendo en matrimonio a Rebeca. Pero ella lo rechaza de plano. Kroll la acusa de utilizar Rosmer como una herramienta para conseguir sus propios fines. Rebecca admite que fue ella quien llevó a la señora Rosmer a la desesperación e incluso alentó su suicidio - inicialmente para aumentar su poder sobre Rosmer, más tarde porque sencillamente se enamoró de él. Debido a su pasado culpable, Rebecca no puede aceptar la propuesta de matrimonio de Rosmer.
La desesperación de ambos, los lleva finalmente al suicidio.

## Personajes

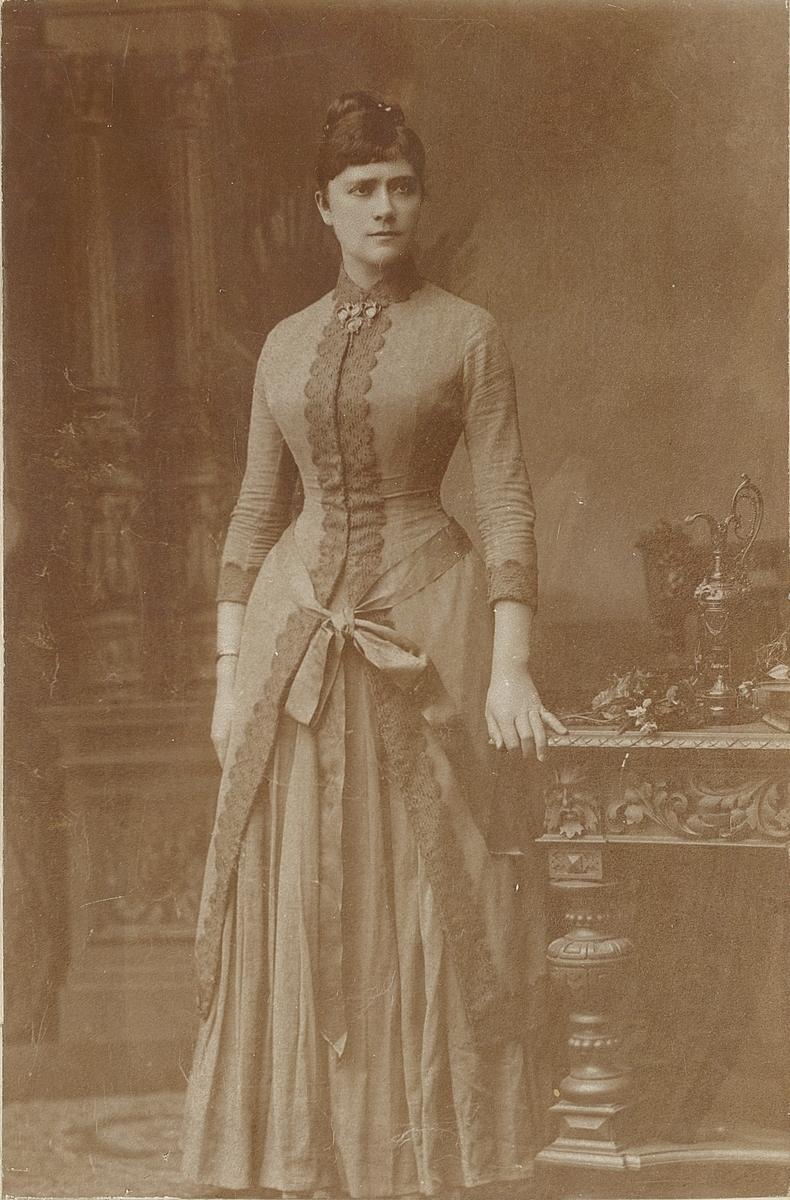
Reimers encarnando a Rebecca. 1887.

- Johannes Rosmer
- Rebecca West
- El profesor Kroll
- Ulrik Brendel
- Peder Mortensgaard
- La señora Helseth

## Representaciones destacadas
- Den Nationale Scene, Bergen (Noruega), 17 de enero de 1887. Estreno mundial.
  - Intérpretes: Nicolai Halvorsen (Rosmer) Didi Heiberg (Rebecca), Berent Johannessen (Kroll).
- Kungliga Dramatiska Teatern, Estocolmo. 15 de abril de 1887.
  - Intérpretes: August Palme (Rosmer) Lotten Dorsch-Bosin (Rebecca), Ferdinand Thegerström (Kroll).
- Dagmarteatret, Copenhague. 28 de noviembre de 1887.
  - Intérpretes: August Lindberg (Rosmer) Fanny Petersen (Rebecca), Alfred Møller (Kroll).
- Vaudeville Theatre, Londres. 23 de febrero de 1891.
  - Intérpretes: F. R. Benson (Rosmer) Florence Farr (Rebecca), Athol Forde (Kroll).
- Théâtre des Bouffes du Nord, París, 1893.
  - Dirección: Lugné-Poe.
- Princess Theatre, Broadway, 1904.
  - Intérpretes: William Morris (Rosmer) Florence Kahn (Rebecca), Theodore Roberts (Kroll).
- Festival Theatre, Cambridge. 1930.
  - Intérpretes: Robert Donat (Rosmer) Flora Robson (Rebecca), Frederick Piper (Kroll).
- Teatro Biondo, Palermo, 1956.
  - Intérpretes: Raoul Grassilli (Rosmer) Alida Valli (Rebecca), Tino Buazzelli (Kroll).
- Royal Court Theatre, Londres. 1959.
  - Intérpretes: Eric Porter (Rosmer) Peggy Ashcroft (Rebecca), Mark Dignam (Kroll).

En España, la obra nunca se ha estrenado en los escenarios, y solo se ha podido ver en la emisión del 21 de febrero de 1983 de Estudio 1, de TVE, con actuación de José María Pou (Rosmer), Ana María Simón (Rebeca), Estanis González (Kroll), Carlos Lucena (Brendel) y Lola Lemos (Helsett).